# Jan Knape Mzn
Jan Knape Marinuszoon (Sommelsdijk, 19 januari 1900 – 9 november 1979) was een Nederlands romanschrijver en bestuurder.

## Biografie
Jan Knape werd in 1900 geboren als zoon van Marinus Knape en Pietertje van den Berg.
In zijn werkzame leven wist hij op te klimmen van vrijwilliger tot gemeentesecretaris van Sommelsdijk en directeur van de Haringvlietbrug N.V. Daarnaast was hij bestuurder van vele verenigingen en stichtingen.
In zijn vrije tijd was Knape schrijver van romans, kinderboeken en korte verhalen.
Hij was getrouwd en hij had een zoon. Vanaf 1976 moest Jan Knape een arm missen.